# 화천초등학교 (경북)
화천초등학교는 경상북도 경주시에 개교 예정인 공립 초등학교이다.

## 학교 연혁
- 2026년 3월 1일 : 개교 예정